# 倉田よしみ
倉田 よしみ（くらた よしみ、1954年5月13日 - ）は、日本の漫画家。秋田県秋田市土崎港出身、神奈川県相模原市在住。
2023年4月時点で、日本漫画家協会理事。

## 来歴
ちばてつやのアシスタントを経て、1978年、「週刊少年サンデー」（小学館）に掲載の『萌え出ずる…』で第４回新人漫画賞・入選。デビュー。1978年6月より、「少年ビッグコミック」で『四丁目大リーグ』読み切り発表、連載開始。
1986年、『ビッグコミックオリジナル増刊号』（小学館）で代表作となる『味いちもんめ』を連載開始（のちに『ビッグコミックスペリオール』に移籍）。1999年、同作で第44回小学館漫画賞青年一般向け部門受賞。
現在は創作活動以外に、国際文化交流活動にも積極的に参加している。1997年よりマンガサミットに参加し、2011年8月30日にマレーシアクアラルンプールで開催されたマレーシア中文漫画協会主催の「中文マンガ大賞」には選考委員を務めたほか、プレゼンテーターとして日本人マンガ家として初めて参加している。

## 作品リスト
- 萌え出ずる…
- 四丁目大リーグ
- どんサブ涙ばし（作：湯舟敏朗）
- 開運セールスマン杉山等くん
- 味いちもんめ（原作：あべ善太）
  - 新・味いちもんめ（原案：あべ善太、シナリオ協力：福田幸江）
  - 味いちもんめ・独立編（原案：あべ善太、シナリオ協力：福田幸江）
  - 味いちもんめ・にっぽん食紀行（原案：あべ善太、シナリオ協力：福田幸江）
  - 味いちもんめ番外編 伊橋とボンさんの食漫画紀行（原案：あべ善太）
  - 味いちもんめ 世界の中の和食（原案：あべ善太、シナリオ：花形怜）
  - 味いちもんめ 食べて・描く! 漫画家食紀行（原案：あべ善太）
  - 味いちもんめ 継ぎ味（原案：あべ善太、ストーリー協力：久部緑郎）
- かじ暦
- 純!!
- ジョッキー（作：松樹剛史） - ウェブコミック誌『EDEN』連載
- 水戸黄門 食いしん坊漫遊記 - 『コミック乱TWINS』連載
- 青山くんの夏休み（歴史マンガ）- 秋田魁新報社
- 翼はいつまでも（原作：川上健一）
- 幸せ一貫 ぶんか社 『俺流！絶品めし』
- 夢・レストラン（作：賀来聖）ぶんか社 『俺流！絶品めし』